# Județ
Un județ corrisponde a un'unità di divisione amministrativa della Romania utilizzata anche per qualche anno in Moldavia. In italiano si può tradurre con la parola "giudicato" o giudicaria: nel primo caso, se ne trova riscontro nella storia della Sardegna, nel secondo in quella del Trentino.
Il nome deriva dalla parola rumena jude (in latino "iudex"), che indicava una carica con funzioni amministrative e giudiziarie nei Principati danubiani, corrispondente contemporaneamente alle attuali cariche di sindaco e giudice.